# Nétarsudil
Le nétarsudil est un médicament utilisé dans le traitement du glaucome et vendu sous les noms de marque Rhopressa et Rhokiinsa.

## Mode d'action
Il s'agit d'un inhibiteur de la rho kinase.

## Usage médical
Le nétarsudil est un médicament utilisé pour traiter l'augmentation de la pression intraoculaire, y compris le glaucome à angle ouvert,.Le médicament est utilisé comme collyre.

## Effets secondaires
Les effets secondaires de ce médicament comprennent des yeux rouges, des saignements conjonctivaux, une vision floue ou un larmoiement. D’autres effets secondaires peuvent inclure une kératite bactérienne. 

## Histoire
Le médicament a été approuvé pour un usage médical aux États-Unis en 2017 et en Europe en 2019,. Aux États-Unis, un flacon de 2,5 ml coûte environ 305 dollars américains en 2021. Il est également disponible sous forme d'association nétarsudil/latanoprost. Il n'est pas disponible dans le commerce en Europe et au Royaume-Uni en 2021.